# Elle descend de la montagne à cheval

Elle descend de la montagne à cheval est une chanson enfantine. Elle est traduite de la chanson populaire américaine She'll Be Coming 'Round the Mountain. La version américaine est elle-même inspirée d'un negro spiritual appelé When the Chariot Comes.

## Negro spiritual
La chanson fait référence à la Seconde venue du Christ et l'Enlèvement de l'Église. Le « she » du texte fait référence au char que le Christ revenant est censé mener.
O, who will drive the chariot

When she comes?

O, who will drive the chariot

When she comes?

O, who will drive the chariot,

O, who will drive the chariot,

O, who will drive the chariot

When she comes?

King Jesus, he'll be driver when she comes,

When she comes...

She'll be loaded with bright Angels

When she comes...

She will neither rock nor totter,

When she comes...

She will run so level and steady,

When she comes...

She will take us to the portals,

When she comes...

## Version anglaise de la chanson pour enfants
Bien que la première version imprimée de la chanson apparaisse dans The American Songbag de Carl Sandburg en 1927, il semble que la chanson ait été écrite à la fin du XIXe siècle. La chanson est basée sur le Negro spiritual When the Chariot Comes qui est chanté sur la même mélodie. Le Negro spiritual se diffuse au long du XIXe siècle à travers les Appalaches où les paroles sont modifiées pour prendre le texte actuel. La chanson est du style appel et réponse, style commun à de nombreuses chansons populaires de l'époque.

### Paroles
She'll be coming 'round the mountain when she comes,
(when she comes).

She'll be coming 'round the mountain when she comes,
(when she comes).

She'll be coming 'round the mountain, she'll be coming 'round the mountain,

She'll be coming 'round the mountain when she comes,
(when she comes).
She'll be ridin' six white horses when she comes, etc.
Oh we'll all come out to meet her when she comes, etc.
She'll be wearing pink pyjamas when she comes, etc.
We will kill the old red rooster when she comes, etc.
We'll all be shoutin' "Halleluja" when she comes, etc.
She'll be comin' down a road that's five miles long, etc.

### Interprétation

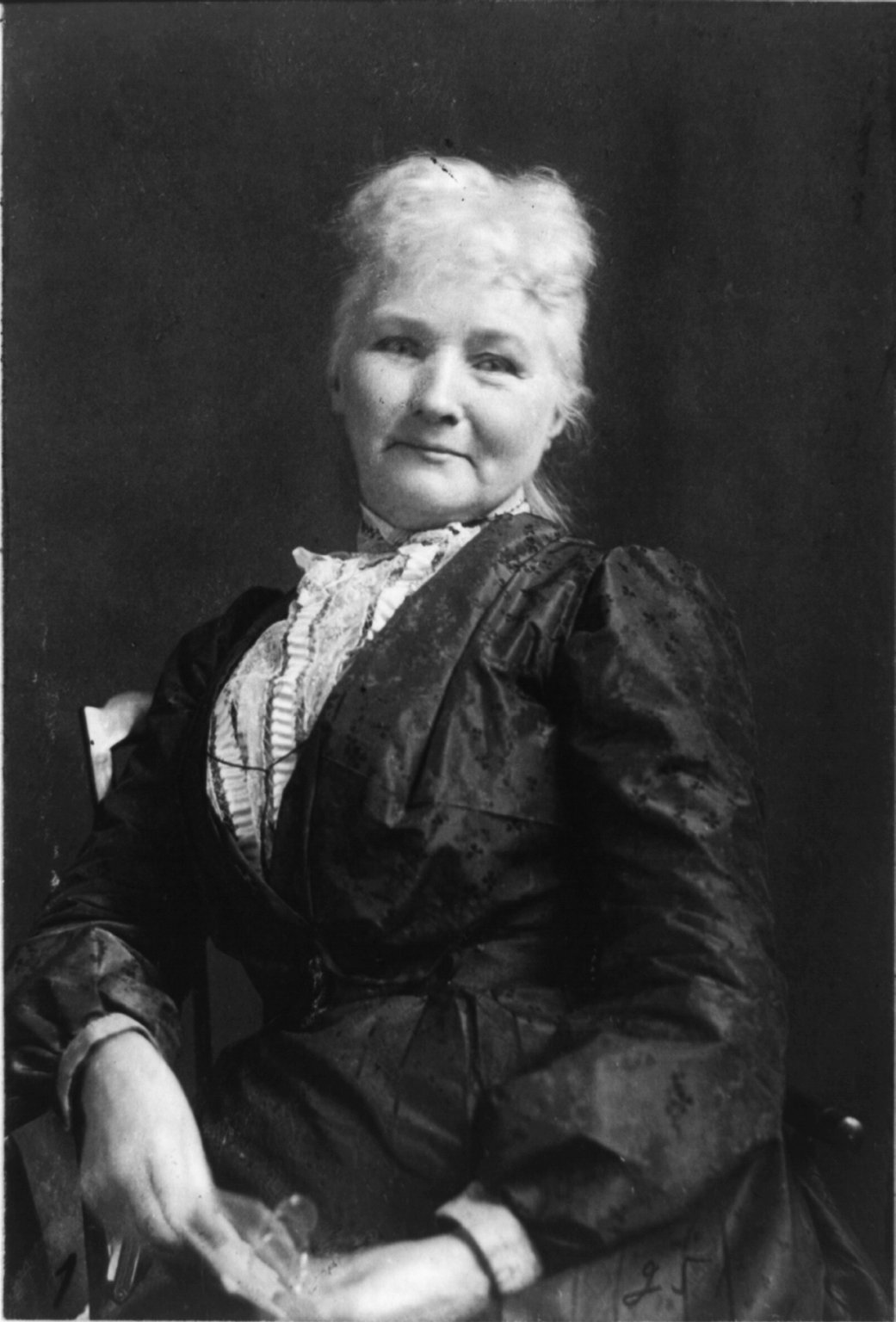
"Mother" Jones semble être la personne ayant inspiré les paroles

Carl Sandburg, dans The American Songbag, suggère que le « she » fait référence à Mary Harris "Mother" Jones allant promouvoir la création de syndicats dans les camps de charbonnage dans les Appalaches.

## Version française de la chanson pour enfants
Dans sa version française, elle est devenue une rengaine très populaire dans les colonies de vacances, camp scouts et autres centres aérés. La version la plus connue est celle du chanteur Hugues Aufray :
Elle descend de la montagne à cheval
Elle embrasse sa grand-mère (ou son grand-père) en descendant, etc.
Refrain :
Singing I, I, youpee, youpee I (bis) Singing I, I, youpee, I, I, youpee I, I, youpee, youpee I .

Mais parfois des paroles alternatives sont adaptées à la musique par les enfants comme dans cette variante :
Moi je veux ma tétine et mon biberon !
Tagada bouzou bouzou ahreu ahreu, etc.
Ou des chants paillards ou encore de supporter, par exemple : Si t'es supporter français tape dans tes mains.
Ou dans la vidéo par exemple :  Elle descend de la montagne à cheval (x2)
Elle descend de la montagne (x2)
Elle descend de la montagne à cheval
(Refrain)
Singing I, I, youpee, youpee I 
Singing I, I, youpee, youpee I
Singing I, I, youpee, I, I, youpee 
I, I, youpee, youpee I !
2. Elle embrasse son grand-père quand elle descend… (2x)
Elle embrasse son grand-père (2x)
Elle embrasse son grand-père quand elle descend… 
(Refrain)
3. J' voudrais être son grand-père quand elle descend… (2x)
J' voudrais être son grand-père (2x)
J' voudrais être son grand-père quand elle descend…
(Refrain)
4. Mais c'est mieux d'avoir vingt ans et toutes ses dents... (2x)
Mais c'est mieux d'avoir vingt ans (2x)
Mais c'est mieux d'avoir vingt ans et toutes ses dents...

## Postérité
Ten German Bombers, un chant pour enfants, de langue anglaise, chanté par les écoliers britanniques durant la Seconde Guerre mondiale, se chante sur la même mélodie ; il est parfois utilisé comme chant de supporters dans le cadre des rencontres de football entre l'Angleterre et l'Allemagne.